# Средняя (приток Енисея)
Средняя — река в Туруханском районе Красноярского края, правый приток Енисея.
Длина реки — 29 км. Река вытекает с юго-западной стороны озера Каменное 1-е, высота истока 187 м над уровнем моря (по другим данным — 186 м). Из притоков только один, левый — Раскол Средний, имеет собственное название, остальные безымянны. Впадает в Енисей на высоте 9 м, в 3 км южнее нежилого села Пупково, на расстоянии 1100 км от устья.
По данным государственного водного реестра России относится к Енисейскому бассейновому округу. Код водного объекта — 17010600112116100060682.